# Tipula kinangopensis
Tipula kinangopensis är en tvåvingeart som först beskrevs av Riedel 1914.  Tipula kinangopensis ingår i släktet Tipula och familjen storharkrankar.
Artens utbredningsområde är Kenya. Inga underarter finns listade i Catalogue of Life.